# Discriminació laboral per gènere
La discriminació laboral per gènere engloba totes aquelles desigualtats marcades amb un clar biaix de gènere, aquestes desigualtats deriven de la divisió sexual del treball, que atribueix no només a les dones un paper més rellevant al treball domèstic i de cura i als homes al remunerat, sinó també la important segregació per sexe/gènere al mercat de treball que es tradueix en sectors feminitzats i masculinitzats (segregació horitzontal) i on, a més, els homes ocupen amb major freqüència els càrrecs de poder (segregació vertical).
Parlem de discriminació laboral quan dues persones treballadores amb la mateixa capacitat productiva però que difereixen en alguna característica personal no relacionada amb aquesta, una d'aquestes dues persones rep un tracte inferior quant a les possibilitats d'obtenir treball, condicions laborals o promoció. Aquestes discriminacions poden ser per raons de sexe/gènere, edat, classe, orientació laboral, procedència, ètnia, orientació sexual o identitat de gènere, però un gran percentatge de les discriminacions laborals tenen un biaix clar de gènere.
Dones i homes, segons tots els indicadors disponibles, ocupen posicions asimètriques en el mercat laboral, el qual resulta en una discriminació econòmica rellevant per a les primeres. És un fet que aquesta asimetria, base de la discriminació, respon a elements socialment construïts i, per tant, modificables. Que aquesta realitat sigui modificable i no es canviï podria ser deguda al fet que no hi hagi una voluntat expressa de permanència.
Tanmateix, segons les enquestes més fiables, la ciutadania espanyola aspira majoritàriament a una societat igualitària: segons el CIS (2010), el 72% de la població prefereix el model de família igualitari, on ambòs membres treballen fora de casa i es reparteixen equitativament les tasques de la llar, una minoria (un 11%) prefereix que un dels membres tingui una ocupació remunerada i productiva i l'altre s'hi dediqui a les tasques de cura i domèstiques, el que es considera el model “tradicional” i 15% prefereix que un dels membres tingui una feina de menor dedicació per especialitzar-se en tasques familiars.
Amb una realitat econòmica paradoxal i diferent de l'ideari de la societat, podem defensar que la desigualtat de gènere a la feina no és casual, sinó resultat de la divisió sexual del treball, on les dones s'insereixen de forma subalterna en el mercat laboral.
Aquests indicadors fan palès que la desigualtat i la discriminació no és un vestigi del passat a punt de desaparèixer, sinó que es transformarà i persistirà en les noves generacions.
La inserció laboral de les dones espanyoles ha esdevingut un procés tardà però ràpid i irreversible, com així demostra la taxa d'activitat, que ha passat del 28,5% al 53,9% entre 1985 i 2014. La diferència, tanmateix, segueix sent acusada: l'any 2008 les taxes d'activitat masculina i femenina registraven 20 punts percentuals de diferència (69,5% vers el 50,9%).
D'altra banda, l'atur també aparta del mercat laboral a les dones en major proporció que els homes, que es tradueix en taxes d'atur superiors. Tot i que les taxes d'atur es van igualar entre 2008 i finals de 2012 degut a l'impacte inicial de la crisi sobre els sectors laborals altament masculinitzats (com la construcció), l'any 2013 l'atur femení torna a escalar vers el masculí, de forma que el tercer trimestre de 2015 l'atur femení arribava a un 22,7% vers el 19,9% masculí.

## Mencions legals[4]
Podem trobar legislació sobre discriminació i igualtat en diferents marcs legals. Per començar, la Constitució Espanyola menciona a l'article 9.2 que assegurar la llibertat i la igualtat de tots els individus i dels grups que aquests conformen correspon als poders públics; mentre que l'article 14.a declara que tots els espanyols són iguals davant la llei, rebutjant així qualsevol mena de discriminació per raça, sexe, religió o qualsevol altra situació personal o social.
L'Estatut dels treballadors també recull la prohibició de discriminar al seu article 17.1, on diu que seran nul·les totes les clàusules de convenis col·lectius, pactes o decisions unilaterals de l'empresari que siguin discriminatòries de manera directa o indirecta.
La llei Orgànica 3/2007 de 22 de març per a la igualtat efectiva entre homes i dones, parla d'una manera més específica: la finalitat d'aquesta llei és que el principi d'igualtat entre ambdós gèneres sigui real en els diferents àmbits de la vida quotidiana. Per això veu necessari eliminar completament la discriminació per gènere amb la utilització, per exemple d'accions positives.
A Catalunya, es va aprovar la llei 17/2015 de 21 de juliol d'igualat efectiva de dones i homes. Aquesta llei té la finalitat d'establir i regular els mecanismes i els recursos per a fer efectiu el dret a la igualtat i a la no discriminació per raó de sexe en tots els àmbits, etapes i circumstàncies de la vida, i aconseguir la construcció de noves pautes de relació entre dones i homes basades en el respecte i l'equitat.
La llei catalana 19/2020 de 30 de desembre d'igualtat de tracte i no discriminació contempla mesures per eliminar, prevenir, detectar, protegir, atendre, sancionar i reparar les discriminacions comeses a Catalunya i defineix tant discriminació directa com indirecta.

## Tipus de discriminació laboral
Discriminació directa: es produeix quan una persona és tractada de forma menys favorable que una altra en una situació anàloga per algun motiu.
Discriminació indirecta: es produeix quan una disposició, criteri o pràctica amb pretext neutre és susceptible de causar un major perjudici a una persona per algun motiu.
Discriminació salarial: Segons aquest tipus de discriminació, les desigualtats salarials no sempre poden ser atribuïdes a l'existència de diferents nivells de productivitat. Implica que les dones guanyen un salari inferior al dels homes tot i estar igualment qualificades i exerceixin el mateix treball amb la mateixa productivitat. Aquest concepte es descriu com a escletxa salarial: segons l'INE, l'any 2012, les treballadores espanyoles van cobrar un 23,9% menys que els treballadors masculins, l'any 2008 la diferència era del 21,9%. Segons l'UGT (2015), tenint com a referència 251 dies laborables a l'any, les dones espanyoles haurien de treballar 79 dies addicionals cada any per a que el seu treball percebi una retribució equivalent a la masculina.
Discriminació a l'ocupació: es dona quan un grup de persones treballadores presenta taxes d'atur substancialment més altes que les de l'altre grup. En aquest cas, els estereotips i rols de gènere fan que es tingui la idea que les dones tenen menys qualificació per exercir tasques que exigeixin alta productivitat, així com la idea de ser considerades un grup amb menor mobilitat i restriccions d'horari a causa de la conciliació de la vida laboral i familiar i la doble càrrega de treball. Per altra banda, moltes dones són contractades com a temporals, amb mitja jornada o treballen sense contracte, el que fa que en moments de crisi, siguin un grup vulnerable a la pèrdua de treball. L'any 2008, el 22,5% de les dones empleades tenia un contracte a temps parcial, situació que afectava només a un 4,2% dels homes contractats. La feminització del temps parcial és evident: un 79,4% d'aquest tipus de contractes són per a dones, el qual evidencia un tret estructural del mercat laboral espanyol que no respon a una suma de decisions individuals.
Segregació horitzontal: Fa referència a la sobrerrepresentació de dones en determinades ocupacions de baixa qualitat i major índex de rotació laboral. Ocupacions majoritàriament de temps parcial i temporal vinculades a tasques de neteja, cura i atencions personals, també anomenat terra enganxifós. En dades, les ocupacions més feminitzades són les activitats sanitàries i serveis socials (76,7%), educació (67,6%) i altres serveis (64,2%). Major índex de feminització implica activitats amb salaris més baixos.
Segregació vertical: Fa referència a la limitació velada de la promoció laboral de les dones dins de les organitzacions, principalment en treballs marcadament masculinitzats. Es tracta d'un sostre que limita les seves carreres professionals i les limita a accedir als càrrecs més alts, jeràrquics i directius d'empreses i organitzacions, s'anomena sostre de vidre perquè que és un mur invisible, ja que no existeixen lleis o dispositius socials establerts i oficials que imposin una limitació explícita en la carrera laboral de les dones.
Discriminació en l'adquisició de capital humà: Es presenta quan les dones tenen restriccions en quant l'accés a l'educació formal i a l'entrenament que proporcionen les empreses, el que provoca que tingui efectes sobre el seu grau de qualificació i augment de la seva productivitat. Aquesta discriminació és causada pels rols de gènere, ja que, tradicionalment, quan una parella heterosexual té descendència, és el pare qui adopta el rol productiu principal i la dona qui s'encarrega de la criança reduint la seva jornada laboral o, fins i tot, deixant la seva ocupació per dedicar-s'hi completament a les tasques de cura. Aquesta concepció fa que es generi un cercle viciós on la inversió en capital humà en el conjunt de dones disminueixi i, amb aquest, el seu grau de qualificació interna dins l'empresa. Afavorint que es col·loqui en una posició desfavorable en el mercat laboral i, per aquest motiu, l'empresari que no té el propòsit explícit de discriminar, acaba fent-ho a l'inclinar-se per la contractació de mà d'obra masculina.